# Aeródromo El Carrizal
El Aeródromo El Carrizal (OACI: SCRZ), es un terminal aéreo ubicado cerca de Marchigüe, Provincia Cardenal Caro, Región del Libertador General Bernardo O'Higgins, Chile. Es de propiedad privada.